# Хромат кальция
Хрома́т ка́льция — неорганическое соединение, соль металла кальция и хромовой кислоты с формулой CaCrO4, ярко-жёлтые кристаллы.

## Физические свойства
При нормальных условиях хромат кальция представляет собой кристаллы ярко-жёлтого цвета.
При нагревании до 50 °С кристаллы приобретают красно-коричневый оттенок (при понижении температуры происходит восстановление цвета до ярко-жёлтого). Температура плавления хромата кальция — до 1150 °С.
Растворимость в воде низкая — около 2,27 % (при 19 °С). При повышении температуры до 70 °С растворимость кристаллов понижается до 0,79 %.
Растворяется в этаноле.

## Получение
В промышленности хромат кальция получают реакцией обмена между хлоридом кальция и хроматом натрия:
{\displaystyle {\mathsf {Na_{2}CrO_{4}+CaCl_{2}\ {\xrightarrow {}}\ CaCrO_{4}+2NaCl}}}

## Применение
В природе встречается в виде минерала хроматита.
Хромат кальция используют во многих отраслях химической промышленности, как пигмент, ингибитор коррозии, компонент покрытий для легких сплавов, а также как окислитель при получении хрома.

## Опасность
Смесь с бором является огнеопасной (при возгорании смесь сильно воспламеняется).

### Токсичность
Хромат кальция признан одним из канцерогенных соединений.